# 渡辺慎太郎
渡辺 慎太郎（わたなべ しんたろう）は、日本の自動車評論家。有限会社「MPI」代表取締役。

## 来歴
東京都出身。アメリカ合衆国の大学を卒業後、自動車雑誌「ル・ボラン」（立風書房）の編集部員となる。1999年、二玄社に移籍し、CAR GRAPHIC編集記者となる。
2003年、父親の死去に伴い二玄社を退社、亡父が経営していた編集プロダクション会社「MPI」を引き継ぐ。同社は自動車評論家福野礼一郎のマネージメントも手がけている。
2006-2007日本カー・オブ・ザ・イヤー実行委員。
2013年から7代目CAR GRAPHIC編集長。

## メルセデス・ベンツ
自動車評論家の間では「メルセデス博士」と呼ばれているほど、メルセデス・ベンツへの造詣が深い。各モデルの特徴、長所短所に留まらず、会社の歴史、思想に至るまで、幅広い知識を持っている。
"パゴダルーフ"のメルセデスベンツ・280SL（1969年型）を所有しており、CG誌面にも何度か登場したことがある。

## 福野礼一郎との関係
雑誌「ル・ボラン」時代に福野の連載を担当したことが始まりである。渡辺が福野へ原稿の依頼をし、当初は断られるも、何度も頼み込んでようやく了解をとりつけたという。日本車のデザインに的を絞ったエッセイ「どうして日本車はカッコ悪いのか」、1台のクルマを深く掘り下げる評論「Deep Investigation」を担当。その頃、福野より自動車部品メーカーを取材する企画が提案されたが福野自ら「この企画はCAR GRAPHIC誌（CG）じゃなきゃ無理。だから慎太郎がCGへ行け」とボツになった。
ところが数年後、渡辺が本当に二玄社CG編集部に移籍。こうしてスタートしたのが「クルマはかくして作られる」である。フォトグラファーの荒川正幸を加えた3人で、足掛け5年に渡ってクルマ作りの真髄に切り込んだ「クルマはかくして作られる」の取材を行い、「天竺にたどり着いた」(福野談)。また、「極上中古車を作る方法」の素材となったロールス・ロイスは、渡辺の父が亡くなる直前に手に入れたものだった。